# Zlatníky
Zlatníky é um município da Eslováquia, situado no distrito de Bánovce nad Bebravou, na região de Trenčín. Tem 50,44 km² de área e sua população em 2018 foi estimada em 670 habitantes.

## Demografia
| Ano:        | 1994 | 2004   | 2014   | 2024   |
| ----------- | ---- | ------ | ------ | ------ |
| Broj ljudi: | 706  | 726    | 684    | 694    |
| Razlika:    |      | +2,83% | -5,78% | +1,46% |

| Ano:               | 2023 | 2024   |
| ------------------ | ---- | ------ |
| Número de pessoas: | 689  | 694    |
| Diferença:         |      | +0,72% |